# 大蔵栄一
大蔵 栄一（おおくら えいいち、1903年（明治36年）9月11日 - 1979年（昭和54年）1月29日）は、日本の陸軍軍人。二・二六事件当時の革新派青年将校の中心的人物。

## 経歴
大分県日田市に生まれる。福岡県立中学修猷館に入学するが、修学半ばの1918年（大正7年）に、軍人の道を志して熊本陸軍地方幼年学校に進学（22期）。熊本幼年学校の同期には、後の同志となる菅波三郎・香田清貞・朝山小二郎がいる。1923年（大正12年）、陸軍士官学校予科を卒業。士官候補生として朝鮮羅南の歩兵第73連隊に配属され、同年9月に陸軍士官学校本科に入学。1925年（大正14年）7月、陸軍士官学校を卒業（37期）し、同年8月、歩兵少尉として歩兵第73連隊に復帰。陸軍士官学校の同期には、菅波・香田・朝山や村中孝次がいる。
1927年（昭和2年）、陸軍戸山学校に派遣され、1928年（昭和3年）2月に卒業。戸山学校では、野田又雄中尉の紹介で、蒙古のバボージャブ（パプチャップ）将軍の遺児であるジョンジュルジャップと出会っている。その後、歩兵第73連隊に戻り、同年10月、歩兵中尉に昇格。1929年（昭和4年）1月、戸山学校体操科教官兼研究部部員に転出。この時の校長は、後の二・二六事件において戒厳司令官となる少将香椎浩平であった。
このころ、世界恐慌や冷害による不景気・政情不安が日本を覆い、大蔵は次第に国家革新の意思を固めていく。1931年（昭和6年）5月、初めて桜会の偕行社での会合に出席。この時菅波と再会し、菅波の紹介で西田税と出会っている。そして、西田からは北一輝を紹介され、その後は大久保百人町の北の自宅に足繁く通い、北の著作である『日本改造法案大綱』、『国体論及び純正社会主義』の内容に関する疑問点などをぶつけている。また、代々木の西田の自宅において血盟団の井上日召・小沼正・古内栄司・田中邦雄・四元義隆・池袋正釟郎や、後に五・一五事件を決起する古賀清志・中村義雄・山岸宏らと出会い、会合を重ね親交を深めている。
1931年9月、桜会の会合において橋本欣五郎中佐のクーデター計画が喧伝され、大蔵も下士官学生を率いてこのクーデターに参加すべく準備を進めたが、事前に計画が漏れ、橋本以下十数名が逮捕され計画は失敗に終わった（十月事件）。1932年（昭和7年）2月の血盟団事件では、首謀者の一人である古内栄司を自宅に匿っている。古内は大蔵に心酔し、後に自分の名前を「栄一」と改名している。
1932年5月、五・一五事件において川崎長光に狙撃された西田を、事件直後に北・菅波・村中・香田・朝山・安藤輝三・栗原安秀と順天堂大学に見舞い、その夜、同志と共に中将真崎甚三郎と会談し、国家革新の実現を具申した。同年7月、会合を重ねていた青山の菅波の自宅において磯部浅一と出会う。同年12月、西田と並び青年将校革新運動の支柱であった大岸頼好に教えを乞うため、和歌山市の大岸の自宅を訪ね、その後親友となり、その交友は戦後大岸が亡くなるまで続いている。1933年（昭和8年）から1934年（昭和9年）にかけて、暇を見つけては同憂の士を獲得するために全国を渡り歩いている。
1934年3月、歩兵大尉に昇格。なお、村中と磯部は、同年11月の陸軍士官学校事件（十一月事件）により、翌1935年（昭和10年）3月に停職処分（のち免官）となったため、生活に困窮していたが、大蔵は全国の同志に呼びかけて醵金を募り、その後の二人の生活を支えている。1935年8月、相沢事件の前夜に、西田の自宅で西田と共に相沢三郎と会合をしている。
1935年12月、定期異動により、歩兵第73連隊中隊長として朝鮮の原隊復帰を命じられる。もしこの異動がなければ、大蔵自身も二・二六事件の決行メンバーの一人となっていた可能性もあるが、東京を去る前に、決起を逸る磯部に対し、まだその時機ではないと自重を促しており、大蔵が不在となったことにより、他の革新派青年将校への抑制が効かなくなったことによって決行が早まったとの見方もある。同年12月の情勢は、相沢事件に対して公判闘争一本で進むという方針であったと述べている。
二・二六事件の翌年1937年（昭和12年）1月18日、「叛乱者を利する為に、擅に策動して軍の統制を紊し、軍事上の利益を害した」として、禁錮4年の判決を受ける。これにより正七位を失位、勲三等及び昭和六年乃至九年事変従軍記章、大礼記念章（昭和）を褫奪された。1939年（昭和14年）4月、仮釈放となり、その後神戸の同成貿易株式会社に勤務。この会社は陸軍省兵務局防衛課と隠密裡に連絡を持った、諜報機関としての性格を兼ねた商社であった。1941年（昭和16年）9月、同成貿易株式会社の上海支店開設のため上海に渡り、そのまま上海において終戦を迎え、1946年（昭和21年）4月に帰国。

## 人物
骨太の一本筋の通った大物の人物であり、相手が連隊長であろうと将官であろうと、間違ったことは正した。二・二六事件での入獄中には、刑務所員の態度に激怒して、刑務所長に反省を促し、遂には所長に頭を下げて謝罪させたほどである。しかし同志や部下からは慕われた。
音楽ライターの熊谷美広は孫にあたる。

## 著書・参考文献
- 大蔵栄一『二・二六事件への挽歌－最後の青年将校』、読売新聞社、1971年。
- 立野信之『叛乱』、六興出版社、1952年/ 学研文庫（学習研究社)、2004年。